# Nuup Bussii
Nuup Bussii A/S ist ein grönländisches Omnibusunternehmen mit Sitz in der Hauptstadt Nuuk. Das kommunale Unternehmen betreibt den öffentlichen Personennahverkehr innerhalb der Stadt. 2021 hatte das Unternehmen 32 Mitarbeiter, 19 Busse, fuhr rund 700.000 km und transportierte etwa 1.850.000 Passagiere. Neben dem Linienverkehr betreibt Nuup Bussii auch Schulbusse und Charterverkehr.

## Geschichte
Der öffentliche Personennahverkehr in Nuuk wurde bis 1980 durch private Anbieter durchgeführt. Deren Unzuverlässigkeit veranlasste die damalige Gemeindeverwaltung, den Nahverkehr zu regulieren, sodass die damalige Gemeinde Nuuk die Busgesellschaft am 26. September 1980 übernahm. Einige Jahre später wurde der Name in Nuup Bussii („Nuuks Busse“) geändert. Das Unternehmen begann mit fünf Bussen und sieben Mitarbeitern. Wegen des stetigen Wachstums der Stadt wurden neue Linien eingeführt und der Betrieb wuchs bis zum Jahr 1999 auf acht Busse und 19 Angestellte an. Die Busflotte des Unternehmens bestand zu Beginn aus Bussen von Mercedes-Benz, später kaufte Nuup Bussii Fahrzeuge des dänischen Herstellers Dansk Automobil Byggeri (DAB) dazu. Im Jahr 1999 wurden die ersten Fahrzeuge des Herstellers Volvo angekauft, die heute einen Großteil der Fahrzeugflotte ausmachen.

## Fuhrpark

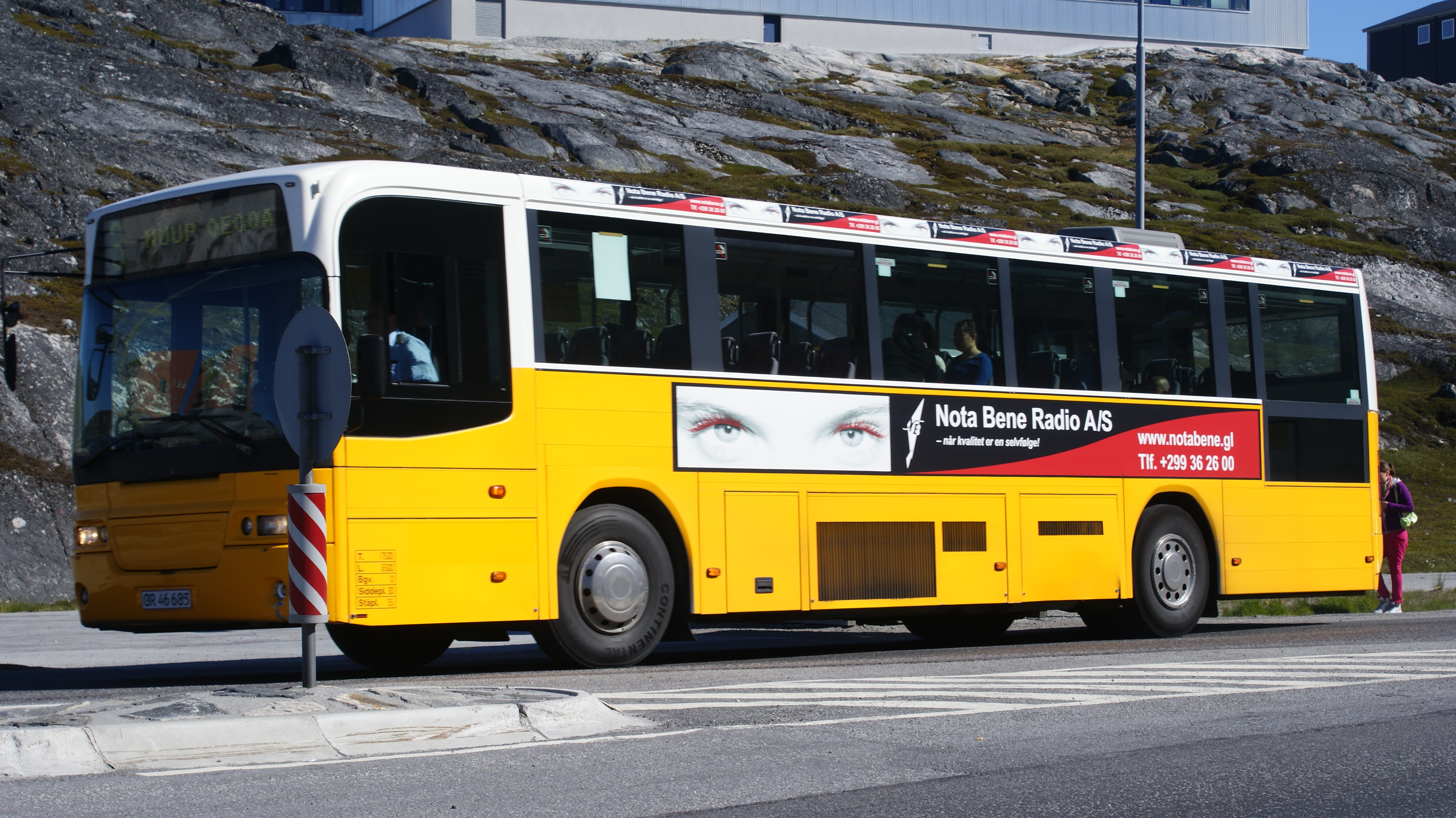
Ein gelber Bus von Nuup Bussii im Dienst auf Linie 3

Das Unternehmen verfügte 2017 über 18 Busse:
- 2× DAB Serie 12 (Indienststellung 1995–1996)
- 2× Volvo B10M (Indienststellung 1999–2000)
- 8× Volvo B12M (Indienststellung 2002–2008)
- 3× MAN Lion’s City LE (Indienststellung 2011)
- 3× Volvo 8900 (Indienststellung 2015–2016)

Seither wurden acht neue Busse von MAN gekauft.

## Linien
Das Liniennetz besteht Stand 2022 aus 5 Linien, davon 2 Expresslinien, die nur in der Hauptverkehrszeit verkehren. Die Busse verbinden wichtige Ziele, so zum Beispiel die Innenstadt, den Flughafen und die Universität, aber auch die Vororte Nuussuaq, Quassussuup Tungaa und Qinngorput mit dem Zentrum Nuuks. Alle Routen verkehren im Rundkurs, das heißt, dass es keine richtigen Anfangs- und Endhaltestellen gibt und somit jederzeit zugestiegen werden kann.
| Linie | Verlauf | Takt                                                       |
| ----- | --- | ---------------------------------------------------------- |
| 1     | Akunnerit → Eqalugalinnguit → Naluttarfik Malik → Tikiusaaq → Atuarfik Hans Lynge → Suloraq → Unaaq Kitaa → Igimaq → Unaaq → Asiarpak → Qattaaq → Paarnat → Eqalugalinnguit Tasiat → 400-rtalik → Røde etagehuse → Tuujuk → Kommuneqarfik → Nuuk Center → Narsarsuaq → Akunnerit | Mo.–Fr.: 20 min. Sa.–So.: 40 min.                          |
| X1    | Akunnerit → Eqalugalinnguit → Naluttarfik Malik → Tikiusaaq → Atuarfik Hans Lynge → Asiarpak → Qattaaq → Paarnat → Eqalugalinnguit Tasiat → H. J. Rinksvej → Kommuneqarfik → Nuuk Center → Narsarsuaq → Akunnerit | Mo.–Fr. (nur mittags/nachmittags): 30 min.                 |
| 2     | Sarfaannguit → Akunnerit → Qajaasat → Eqalugalinnguit → Atertaq → Ilimmarfik → Manguaraq → Nukalloq → Nunngarut → Narsaviaq → Illorput → Nigerleq → Sangoriaq → Nuniaffik → Qajaasat → Paarnat → Eqalugalinnguit Tasiat → H. J. Rinksvej → Rasmuuseeqqap Aqqutaa → Kuussuaq → Nuup Qeqqa → Katersortarfik → N. I. → Qatserisut → Sarfannguit | Mo.–Fr.: 20 min. Sa.–So.: 40 min.                          |
| X2    | Sarfannguit → Akunnerit → Eqalugalinnguit → Nunngarut → Narsaviaq → Illorput → Nigerleq → Sangoriaq → Nuniaffik → Paarnat → Eqalugalinnguit Tasiat → H. J. Rinksvej → Rasmuuseeqqap Aqqutaa → Kuussuaq → Nuup Qeqqa → Katersortarfik → N. I. → Qatserisut → Sarfannguit | Mo.–Fr. (nur mittags/nachmittags): 30 min.                 |
| 3     | H. J. Rinksvej → Rasmuuseeqqap Aqqutaa → Kuussuaq → Nuup Qeqqa → Katersortarfik → N. I. → Qatserisut → Sarfannguit → Akunnerit → Qernertunnguanut → Eqalugalinnguit → Nunngarut → Narsaviaq → Illorput → Nigerleq → Sangoriaq → Nuniaffik → Atertaq → Ilimmarfik → Mannguaraq → Nukalloq → Naluttarfik Malik → Munck Camp → Air Greenland → Nuuk Lufthavn → Air Greenland → Qattaaq → Paarnat → Qernertunnguanut → Eqalugalinnguit Tasiat → H. J. Rinksvej | Mo.–Fr. (nur tagsüber): 60 min. Sa. (nur mittags): 60 min. |

## Leitung

### Direktoren
- 1980–1981: Allan Idd Jensen
- 1981–1985: Jens Erik Peter Larsen
- 1985–1993: Allan Ringsborg Madsen
- 1993–1998: Freddy Huus Jensen
- 1998–2011: Svend Erik Rothberg
- 2011–2016: Michael Driefer
- seit 2016: Mogens Nathansen

### Aufsichtsratsvorsitzende
- 1980–1993: Peter Petersen
- 1994: Aggooraq Lynge
- 1994–1997: Laannguaq Lynge
- 1997–1998: Per Berthelsen
- 1998–2001: Aggooraq Lynge
- 2001–2002: Per Berthelsen
- 2002–2005: Carl Christian Olsen
- 2005–2007: Lars Rasmussen
- 2007–2008: Rigmor Thaarup Høegh
- 2009–2013: Esmar Bergstrøm
- 2013–2017: Storm Ludvigsen
- 2017–2018: Maliina Abelsen
- 2018: Marie Fleischer
- seit 2018: Tina Lynge Schmidt